# Persone di nome Carl
| Questa pagina contiene informazioni ricavate automaticamente dalle voci biografiche con l'ausilio del template Bio e di un bot. L'aggiornamento è periodico e automatico e ricostruisce completamente la pagina. Se manca una persona in questa lista, sei pregato di non aggiungerla, ma accertati piuttosto che la sua voce biografica contenga il template Bio e che i dati anagrafici siano correttamente compilati. Se il template Bio manca, inseriscilo tu stesso o, in alternativa, metti l'avviso {{tmp\|Bio}} che ne segnala la mancanza. Se i dati riportati sono sbagliati, correggi direttamente la voce biografica; le modifiche saranno visibili in questa lista entro pochi giorni. Per chiarimenti vedi il progetto antroponimi. La lista contiene solo le 798 persone che sono citate nell'enciclopedia e per le quali è stato implementato correttamente il template Bio. Pagina aggiornata al 6 ago 2025. |

Questa è una lista di persone presenti nell'enciclopedia che hanno il nome Carl, suddivise per attività principale.

## Allenatori di calcio(10)
- Daniel Bäckström, allenatore di calcio e ex calciatore svedese (Umeå, n. 1987)
- Roberth Björknesjö, allenatore di calcio e ex calciatore svedese (Stoccolma, n. 1973)
- Carl Brown, allenatore di calcio e ex calciatore giamaicano (Kingston, n. 1950)
- Carl Dickinson, allenatore di calcio e ex calciatore inglese (Swadlincote, n. 1987)
- Carl Griffiths, allenatore di calcio e ex calciatore gallese (Oswestry, n. 1971)
- Basil Hayward, allenatore di calcio e calciatore inglese (Leek, n. 1928 - Stoke-on-Trent, † 1989)
- Carl Hoefkens, allenatore di calcio e ex calciatore belga (Lier, n. 1978)
- Carl Robinson, allenatore di calcio e ex calciatore gallese (Llandrindod Wells, n. 1976)
- Carl Valentine, allenatore di calcio e ex calciatore canadese (Manchester, n. 1958)
- Carl Veart, allenatore di calcio e ex calciatore australiano (Whyalla, n. 1970)

## Anatomisti(2)
- Carl Rabl, anatomista austriaco (Wels, n. 1853 - Lipsia, † 1917)
- Carl Toldt, anatomista austriaco (Brunico, n. 1840 - Vienna, † 1920)

## Aracnologi(3)
- Carl Ludwig Doleschall, aracnologo e entomologo ungherese (Vágújhely, n. 1827 - Ambon Island, † 1859)
- Carl Wilhelm Hahn, aracnologo, entomologo e ornitologo tedesco (Weingartsgreuth, n. 1786 - Norimberga, † 1835)
- Carl Friedrich Roewer, aracnologo tedesco (Neustrelitz, n. 1881 - Brema, † 1963)

## Archeologi(2)
- Carl Blegen, archeologo statunitense (Minneapolis, n. 1887 - Atene, † 1971)
- Carl Wilhelm Schnars, archeologo, giornalista e viaggiatore tedesco (Amburgo, n. 1806 - Baden-Baden, † 1879)

## Architetti(9)
- Carl Fredrik Adelcrantz, architetto svedese (Stoccolma, n. 1716 - Stoccolma, † 1796)
- Carl von Gontard, architetto tedesco (Mannheim, n. 1731 - Breslavia, † 1791)
- Carl Hårleman, architetto svedese (Stoccolma, n. 1700 - † 1753)
- Carl Alexander Heideloff, architetto tedesco (Stoccarda, n. 1789 - Haßfurt, † 1865)
- Carl Hocheder, architetto tedesco (Weiherhammer, n. 1854 - Monaco di Baviera, † 1917)
- Eduard Knoblauch, architetto tedesco (Berlino, n. 1801 - Berlino, † 1865)
- Carl Gotthard Langhans, architetto tedesco (Landeshut, n. 1732 - Grüneiche, † 1808)
- Carl Ferdinand Langhans, architetto tedesco (Breslavia, n. 1782 - Berlino, † 1869)
- Carl Roesner, architetto austriaco (Vienna, n. 1804 - Steyr, † 1869)

## Architetti del paesaggio(1)
- Eduard Petzold, architetto del paesaggio tedesco (Lubniewice, n. 1815 - Blasewitz, † 1891)

## Arcivescovi luterani(1)
- Carl Fredrik af Wingård, arcivescovo luterano e politico svedese (Stoccolma, n. 1781 - Uppsala, † 1851)

## Artigiani(2)
- Carl Reichert, artigiano austro-ungarico
- Carl Winter, artigiano austro-ungarico

## Artisti(2)
- Carl Eldh, artista e scultore svedese (Östhammar, n. 1873 - † 1954)
- Henry Ericsson, artista finlandese (St. Michel, n. 1898 - Borgå, † 1933)

## Assassini seriali(1)
- Carl Großmann, serial killer tedesco (Neuruppin, n. 1863 - Berlino, † 1922)

## Astronauti(2)
- Carl Meade, ex astronauta statunitense (Rantoul, n. 1950)
- Carl Walz, ex astronauta e ingegnere statunitense (Cleveland, n. 1955)

## Astronomi(8)
- Carl Charlier, astronomo svedese (Östersund, n. 1862 - Lund, † 1934)
- Carl W. Hergenrother, astronomo statunitense (n. 1973)
- Carl Clarence Kiess, astronomo statunitense (Fort Wayne, n. 1887 - † 1967)
- Carl Otto Lampland, astronomo statunitense (Hayfield, n. 1873 - Flagstaff, † 1951)
- Carl Sagan, astronomo, divulgatore scientifico e autore di fantascienza statunitense (New York, n. 1934 - Seattle, † 1996)
- Carl Keenan Seyfert, astronomo statunitense (Cleveland, n. 1911 - Nashville, † 1960)
- Carl Alvar Wirtanen, astronomo statunitense (Kenosha, n. 1910 - Santa Cruz, † 1990)
- Carl Gustav Witt, astronomo tedesco (Berlino, n. 1866 - † 1946)

## Attivisti(1)
- Carl Braden, attivista statunitense (New Albany, n. 1914 - Louisville, † 1975)

## Attori(30)
- Carl Alstrup, attore, regista e sceneggiatore danese (Copenaghen, n. 1877 - Snekkersten, † 1942)
- Carl Auen, attore tedesco (Düsseldorf, n. 1892 - Berlino Ovest, † 1970)
- Carl Balhaus, attore, regista e sceneggiatore tedesco (Mülheim an der Ruhr, n. 1905 - Eisenach, † 1968)
- Carl Ballantine, attore e illusionista statunitense (Chicago, n. 1917 - Hollywood Hills, † 2009)
- Carl Betz, attore statunitense (Pittsburgh, n. 1921 - Los Angeles, † 1978)
- Carl Brisson, attore e cantante danese (Copenaghen, n. 1893 - Copenaghen, † 1958)
- Louis Calhern, attore statunitense (New York, n. 1895 - Nara, † 1956)
- Carl Capotorto, attore e scrittore statunitense (Bronx, n. 1959)
- Carl Ebert, attore, regista e direttore teatrale tedesco (Berlino, n. 1887 - Santa Monica, † 1980)
- Carl Esmond, attore austriaco (Vienna, n. 1902 - Brentwood, † 2004)
- Loa Falkman, attore e baritono svedese (Stoccolma, n. 1947)
- Robert Gustafsson, attore, comico e sceneggiatore svedese (Katrineholm, n. 1964)
- Carl Harbaugh, attore, sceneggiatore e regista statunitense (Washington, n. 1886 - Hollywood, † 1960)
- Lennart Jähkel, attore svedese (Piteå, n. 1956)
- Carl Lange, attore tedesco (Flensburgo, n. 1909 - Ostfildern, † 1999)
- Carl Lumbly, attore e doppiatore statunitense (Minneapolis, n. 1951)
- Carl Möhner, attore austriaco (Vienna, n. 1921 - McAllen, † 2005)
- Carl Anthony Payne II, attore statunitense (Trenton, n. 1969)
- Carl Raddatz, attore tedesco (Mannheim, n. 1912 - Berlino, † 2004)
- Carl Benton Reid, attore statunitense (Lansing, n. 1893 - Hollywood, † 1973)
- Carl Reiner, attore, comico e sceneggiatore statunitense (New York, n. 1922 - Beverly Hills, † 2020)
- Carl-Heinz Schroth, attore e regista austriaco (Innsbruck, n. 1902 - Monaco di Baviera, † 1989)
- Carl Stockdale, attore statunitense (Worthington, n. 1874 - Los Angeles, † 1953)
- Carl Weathers, attore, regista e giocatore di football americano statunitense (New Orleans, n. 1948 - Los Angeles, † 2024)
- Carl Weintraub, attore statunitense (n. 1946)
- Carl Wery, attore tedesco (Trostberg, n. 1897 - Monaco di Baviera, † 1975)
- Carl Winterhoff, attore tedesco (Germania, n. 1874 - Bristol, † 1937)
- Gabriel Yorke, attore statunitense (Burbank, n. 1952)
- Carl de Vogt, attore e cantante tedesco (Colonia, n. 1885 - Berlino, † 1970)
- Max von Sydow, attore svedese (Lund, n. 1929 - Seillans, † 2020)

## Autori di giochi(1)
- Carl Sargent, autore di giochi e parapsicologo britannico (Caerleon, n. 1952 - † 2018)

## Aviatori(2)
- Carl Clemens Bücker, aviatore, progettista e imprenditore tedesco (Ehrenbreitstein, n. 1895 - Mölln, † 1976)
- Carl Gustav von Rosen, aviatore e mercenario svedese (Helgesta, n. 1909 - Gode, † 1977)

## Avvocati(2)
- Carl Ludwig von Bar, avvocato e giurista tedesco (Hannover, n. 1836 - Folkestone, † 1913)
- Carl Magee, avvocato e editore statunitense (Iowa, n. 1872 - Tulsa, † 1946)

## Banchieri(1)
- Carl Mayer von Rothschild, banchiere tedesco (Francoforte sul Meno, n. 1788 - Napoli, † 1855)

## Bassisti(1)
- Carl Radle, bassista statunitense (Tulsa, n. 1942 - † 1980)

## Batteriologi(1)
- Carl Flügge, batteriologo e igienista tedesco (Hannover, n. 1847 - Berlino, † 1923)

## Batteristi(2)
- Carl Canedy, batterista statunitense
- Carl Palmer, batterista britannico (Birmingham, n. 1950)

## Biatleti(1)
- Carl Johan Bergman, ex biatleta svedese (Hagfors, n. 1978)

## Biochimici(3)
- Carl Ferdinand Cori, biochimico ceco (Praga, n. 1896 - Cambridge, † 1984)
- Henrik Carl Peter Dam, biochimico e fisiologo danese (Copenaghen, n. 1895 - Copenaghen, † 1976)
- Carl Alexander Neuberg, biochimico tedesco (Hannover, n. 1877 - New York, † 1956)

## Biografi(1)
- Carl Friedrich Glasenapp, biografo, filologo e scrittore russo (Riga, n. 1847 - Riga, † 1915)

## Biologi(4)
- Carl Chun, biologo tedesco (Höchst, n. 1852 - Lipsia, † 1914)
- Carl Friedrich Kielmeyer, biologo e naturalista tedesco (Bebenhausen, n. 1765 - Stoccarda, † 1844)
- Carl Safina, biologo statunitense (Brooklyn, n. 1955)
- Carl Woese, biologo statunitense (Syracuse, n. 1928 - Urbana, † 2012)

## Botanici(32)
- Carl Adolph Agardh, botanico, politico e vescovo luterano svedese (Båstad, n. 1785 - Karlstad, † 1859)
- Carl Traugott Beilschmied, botanico e farmacista tedesco (Olszyna, n. 1793 - † 1848)
- Carl Ludwig Blume, botanico tedesco (Braunschweig, n. 1796 - Leida, † 1862)
- Carl Bolle, botanico e ornitologo tedesco (Berlino, n. 1821 - Berlino, † 1909)
- Carl David Bouché, botanico tedesco (Berlino, n. 1809 - Berlino, † 1881)
- Carl Moritz Gottsche, botanico tedesco (Distretto di Altona, n. 1808 - Distretto di Altona, † 1892)
- Carl Correns, botanico tedesco (Monaco di Baviera, n. 1864 - Berlino, † 1933)
- Carl Lebrecht Udo Dammer, botanico e entomologo tedesco (Apolda, n. 1860 - Kołobrzeg, † 1920)
- Carl Heinrich Ebermaier, botanico e medico tedesco (Rheda-Wiedenbrück, n. 1802 - Düsseldorf, † 1870)
- Carl Fredrik Fallén, botanico, entomologo e compositore svedese (Kristinehamn, n. 1764 - Lund, † 1830)
- Carl Rudolf Florin, botanico svedese (Solna, n. 1894 - Falköping, † 1965)
- Carl Friedrich von Gaertner, botanico tedesco (Göppingen, n. 1772 - Calw, † 1850)
- Carl Constantin Christian Haberle, botanico, meteorologo e farmacologo austriaco (Erfurt, n. 1764 - Pest, † 1832)
- Carl Ludwig von Hablitz, botanico prussiano (Königsberg, n. 1752 - San Pietroburgo, † 1821)
- Leopold Kny, botanico tedesco (Breslavia, n. 1841 - Berlino, † 1916)
- Otto Kuntze, botanico tedesco (Lipsia, n. 1843 - Sanremo, † 1907)
- Carl Friedrich von Ledebour, botanico tedesco (Stralsund, n. 1786 - Monaco di Baviera, † 1851)
- Carl Axel Magnus Lindman, botanico e illustratore svedese (Halmstad, n. 1856 - Stoccolma, † 1928)
- Carl Friedrich Philipp von Martius, botanico, zoologo e antropologo tedesco (Erlangen, n. 1794 - Monaco di Baviera, † 1868)
- Carl Meissner, botanico svizzero (Berna, n. 1800 - Basilea, † 1874)
- Carl Anton von Meyer, botanico e esploratore tedesco (Vicebsk, n. 1795 - San Pietroburgo, † 1855)
- Carl Christian Mez, botanico tedesco (Friburgo in Brisgovia, n. 1866 - Friburgo in Brisgovia, † 1944)
- Carl August Julius Milde, botanico e medico tedesco (Breslavia, n. 1824 - Merano, † 1871)
- Carl Fredrik Nyman, botanico svedese (Stoccolma, n. 1820 - † 1893)
- Carl Joseph Schröter, botanico svizzero (Esslingen sul Neckar, n. 1855 - Zurigo, † 1939)
- Carl Heinrich Bipontinus Schultz, botanico e medico tedesco (Zweibrücken, n. 1805 - Deidesheim, † 1867)
- Carl Skottsberg, botanico e esploratore svedese (Karlshamn, n. 1880 - Göteborg, † 1963)
- Carl Peter Thunberg, botanico e entomologo svedese (Jönköping, n. 1743 - Thunaberg, † 1828)
- Carl Bernhard von Trinius, botanico e medico tedesco (Eisleben, n. 1778 - San Pietroburgo, † 1844)
- Carl Albert Weber, botanico tedesco (Spandau, n. 1856 - Brema, † 1931)
- Carl Ernst August Weihe, botanico tedesco (Löhne, n. 1779 - Herford, † 1834)
- Carl Ludwig Willdenow, botanico, farmacista e micologo tedesco (Berlino, n. 1765 - Berlino, † 1812)

## Canottieri(6)
- Oskar Goßler, canottiere tedesco (Amburgo, n. 1875 - Amburgo, † 1953)
- Carl Goßler, canottiere tedesco (Amburgo, n. 1885 - Maurupt-le-Montois, † 1914)
- Carl Lehle, canottiere tedesco (Eriskirch, n. 1872 - Ludwigshafen, † 1939)
- Carl Møller, canottiere danese (Aarhus, n. 1887 - Stratford, † 1948)
- Carl Pedersen, canottiere danese (Øster Ulslev, n. 1884 - Nykøbing Falster, † 1968)
- Hugo Rüster, canottiere tedesco (Berlino, n. 1872 - † 1962)

## Cantanti(12)
- Carl Albert, cantante statunitense (California, n. 1962 - † 1995)
- Carl Anderson, cantante e attore statunitense (Lynchburg, n. 1945 - Los Angeles, † 2004)
- Carl Barât, cantante e chitarrista britannico (Basingstoke, n. 1978)
- Carl Bean, cantante statunitense (n. 1944 - † 2021)
- Carl Carlton, cantante statunitense (Detroit, n. 1953)
- Carl Clewing, cantante, attore e insegnante tedesco (Schwerin, n. 1884 - Badenweiler, † 1954)
- Carl Douglas, cantante giamaicano (Kingston, n. 1942)
- Kal P. Dal, cantante svedese (Arlöv, n. 1949 - Lund, † 1985)
- Carl Perkins, cantante, compositore e chitarrista statunitense (Tiptonville, n. 1932 - Jackson, † 1998)
- Carl Sentance, cantante britannico (Loughborough, n. 1961)
- C.J. Snare, cantante statunitense (Washington, n. 1959 - Orlando, † 2024)
- Carl Espen, cantante norvegese (Bergen, n. 1982)

## Cantautori(1)
- Carl Thomas, cantautore statunitense (Aurora, n. 1972)

## Cardiologi(1)
- Carl Ludwig, cardiologo e fisiologo tedesco (Witzenhausen, n. 1816 - Lipsia, † 1895)

## Cartografi(1)
- Carl Diercke, cartografo tedesco (Kyritz, n. 1842 - Berlino, † 1913)

## Cavalieri(5)
- Carl Bonde, cavaliere svedese (Mörkö, n. 1872 - Hörningsholm, † 1957)
- Carl Hester, cavaliere britannico (Sark, n. 1967)
- Gustaf Lewenhaupt, cavaliere svedese (Örebro, n. 1879 - Stoccolma, † 1962)
- Carl Gustaf Lewenhaupt, cavaliere svedese (Örebro, n. 1884 - Stoccolma, † 1935)
- Ragnar Olson, cavaliere svedese (Kristianstad, n. 1880 - Bromma, † 1955)

## Cestisti(32)
- Carl Bailey, ex cestista statunitense (Birmingham, n. 1958)
- Carl Baptiste, ex cestista statunitense (Pittstown, n. 1990)
- Carl Braun, cestista e allenatore di pallacanestro statunitense (Brooklyn, n. 1927 - Stuart, † 2010)
- Carl Brown, ex cestista statunitense (Detroit, n. 1968)
- Carl Cain, cestista statunitense (Freeport, n. 1934 - Pickerington, † 2024)
- Carl Elliott, ex cestista statunitense (Brooklyn, n. 1983)
- Carl English, ex cestista canadese (St. John's, n. 1981)
- Carl Engström, cestista svedese (Ystad, n. 1991)
- C.J. Fair, ex cestista statunitense (Baltimora, n. 1991)
- Carl Fuller, ex cestista statunitense (St. Augustine, n. 1946)
- Viktor Gaddefors, cestista svedese (Östersund, n. 1992)
- Antonio Granger, ex cestista statunitense (Detroit, n. 1976)
- Carl Henry, ex cestista statunitense (Hollis, n. 1960)
- Carl Herrera, ex cestista venezuelano (Trinidad, n. 1966)
- Carl Kilpatrick, ex cestista statunitense (Bastrop, n. 1956)
- Carl Knowles, cestista statunitense (San Diego, n. 1910 - Los Angeles, † 1981)
- Carl Krauser, ex cestista statunitense (Bronx, n. 1981)
- Carl Landry, ex cestista statunitense (Milwaukee, n. 1983)
- Carl Lindbom, cestista finlandese (Espoo, n. 1991)
- Carl Loyd, cestista statunitense (Bush, n. 1925 - Roseland, † 2012)
- Carl McNulty, cestista e allenatore di pallacanestro statunitense (Logansport, n. 1930 - Logansport, † 2020)
- Carl Meinhold, cestista statunitense (West Hazleton, n. 1926 - Reading, † 2019)
- Johnny Neumann, cestista e allenatore di pallacanestro statunitense (Memphis, n. 1951 - Oxford, † 2019)
- Carl Ona Embo, cestista francese (Lilla, n. 1989)
- Carl Roth, cestista e allenatore di pallacanestro statunitense (Sheboygan, n. 1909 - Peoria, † 1966)
- Anton Saks, ex cestista svedese (Norrköping, n. 1989)
- Carl Shaeffer, cestista statunitense (Delphi, n. 1924 - Delphi, † 1974)
- Carl Shy, cestista statunitense (Los Angeles, n. 1908 - Orange County, † 1991)
- Carl Thomas, ex cestista americo-verginiano (Saint Croix, n. 1976)
- Carl Thomas, ex cestista e allenatore di pallacanestro statunitense (Dayton, n. 1969)
- Carl Wheatle, cestista britannico (Londra, n. 1998)
- Bracey Wright, ex cestista e allenatore di pallacanestro statunitense (The Colony, n. 1984)

## Chimici(19)
- Carl Lucas Alsberg, chimico e biologo statunitense (New York, n. 1877 - Berkeley, † 1940)
- Richard Anschütz, chimico tedesco (Darmstadt, n. 1852 - Darmstadt, † 1937)
- Carl Axel Arrhenius, chimico e militare svedese (Stoccolma, n. 1757 - † 1824)
- Carl Josef Bayer, chimico austriaco (Bielsko-Biała, n. 1847 - Rietzdorf, † 1904)
- Carl Bosch, chimico, ingegnere e imprenditore tedesco (Colonia, n. 1874 - Heidelberg, † 1940)
- Carl Djerassi, chimico e scrittore austriaco (Vienna, n. 1923 - San Francisco, † 2015)
- Friedrich Fichter, chimico svizzero (Basilea, n. 1869 - Basilea, † 1952)
- Carl Remigius Fresenius, chimico tedesco (Francoforte sul Meno, n. 1818 - Wiesbaden, † 1897)
- Carl Gräbe, chimico tedesco (Francoforte sul Meno, n. 1841 - Leningrado, † 1927)
- Carl Dietrich Harries, chimico tedesco (Luckenwalde, n. 1866 - Berlino, † 1923)
- Carl Magnus von Hell, chimico tedesco (Stoccarda, n. 1849 - Stoccarda, † 1926)
- Carl Krauch, chimico e imprenditore tedesco (n. 1887 - † 1968)
- Carl Mannich, chimico tedesco (Breslavia, n. 1877 - Karlsruhe, † 1947)
- Carl Gustav Mosander, chimico e mineralogista svedese (Kalmar, n. 1797 - Lovön, † 1858)
- Carl Joseph Napoleon Balling, chimico boemo (Gabrielina Huť, n. 1805 - Praga, † 1868)
- Carl Paal, chimico tedesco (Salisburgo, n. 1869 - Salisburgo, † 1935)
- Carl Scheele, chimico svedese (Stralsund, n. 1742 - Köping, † 1786)
- Carl Wagner, chimico tedesco (Lipsia, n. 1901 - Gottinga, † 1977)
- Carl von Than, chimico ungherese (Bečej, n. 1834 - Budapest, † 1908)

## Chirurghi(5)
- Carl Wilhelm Heine, chirurgo tedesco (Cannstatt, n. 1838 - Cannstatt, † 1877)
- Carl Langenbuch, chirurgo tedesco (Kiel, n. 1846 - Berlino, † 1901)
- Carl Nicoladoni, chirurgo austriaco (Vienna, n. 1847 - Vienna, † 1902)
- Carl Schlatter, chirurgo svizzero (n. 1864 - † 1934)
- Carl Spengler, chirurgo svizzero (Davos, n. 1860 - Davos, † 1937)

## Ciclisti su strada(5)
- Carl Fredrik Hagen, ex ciclista su strada norvegese (Oppegård, n. 1991)
- Charles Meyer, ciclista su strada e pistard danese (Flensburg, n. 1868 - Dieppe, † 1931)
- Carl Naibo, ex ciclista su strada francese (Villeneuve-sur-Lot, n. 1982)
- Leo Nielsen, ciclista su strada danese (Randers, n. 1909 - Copenaghen, † 1968)
- Carl Schutte, ciclista su strada statunitense (n. 1887 - † 1962)

## Clavicembalisti(1)
- Carl Friedrich Fasch, clavicembalista e compositore tedesco (Zerbst, n. 1736 - Berlino, † 1800)

## Compositori(25)
- Carl Philipp Emanuel Bach, compositore, organista e clavicembalista tedesco (Weimar, n. 1714 - Amburgo, † 1788)
- Ludwig Berger, compositore, pianista e insegnante tedesco (Berlino, n. 1777 - Berlino, † 1839)
- Carl Davis, compositore e direttore d'orchestra statunitense (New York, n. 1936 - Oxford, † 2023)
- Carl Engel, compositore statunitense (Parigi, n. 1883 - New York, † 1944)
- Carl Heinrich Graun, compositore e tenore tedesco (Wahrenbruck, n. 1704 - Rheinsberg, † 1759)
- Carl Amand Mangold, compositore e direttore d'orchestra tedesco (Darmstadt, n. 1813 - Oberstdorf, † 1889)
- Karl Millöcker, compositore e direttore d'orchestra austriaco (Vienna, n. 1842 - Baden, † 1899)
- Carl Otto Nicolai, compositore e direttore d'orchestra tedesco (Königsberg i. Pr., n. 1810 - Berlino, † 1849)
- Carl Nielsen, compositore, violinista e direttore d'orchestra danese (Sortelung, n. 1865 - Copenaghen, † 1931)
- Ludolf Nielsen, compositore, violinista e direttore d'orchestra danese (Nørre Tvede, n. 1876 - Copenaghen, † 1939)
- Carl Orff, compositore tedesco (Monaco di Baviera, n. 1895 - Monaco di Baviera, † 1982)
- Carl Prohaska, compositore, pedagogo e direttore d'orchestra austriaco (Mödling, n. 1869 - Vienna, † 1927)
- Carl Reinecke, compositore, pianista e direttore d'orchestra tedesco (Altona, n. 1824 - Berlino, † 1910)
- Carl Gottlieb Reißiger, compositore tedesco (Bad Belzig, n. 1798 - Berlino, † 1859)
- Carl Gustav Schmitt, compositore, violinista e direttore d'orchestra tedesco (Francoforte sul Meno, n. 1837 - Clevedon, † 1900)
- Carl Schuricht, compositore e direttore d'orchestra tedesco (Danzica, n. 1880 - Vevey, † 1967)
- Carl Stalling, compositore statunitense (Lexington, n. 1891 - Los Angeles, † 1972)
- Carl Teike, compositore tedesco (n. 1864 - † 1922)
- Carl Venth, compositore, violinista e direttore d'orchestra tedesco (Colonia, n. 1860 - San Antonio, † 1938)
- Carl Verbraeken, compositore belga (Anversa, n. 1950)
- Carl Maria von Weber, compositore, direttore d'orchestra e pianista tedesco (Eutin, n. 1786 - Londra, † 1826)
- Carl Zeller, compositore austriaco (Sankt Peter in der Au, n. 1842 - Baden, † 1898)
- Carl Friedrich Zelter, compositore, direttore d'orchestra e scrittore tedesco (Berlino, n. 1758 - Berlino, † 1832)
- Carl Michael Ziehrer, compositore e direttore d'orchestra austriaco (Vienna, n. 1843 - Vienna, † 1922)
- Carl Friedrich Zöllner, compositore e direttore di coro tedesco (Mittelhausen, n. 1800 - Lipsia, † 1860)

## Compositori di scacchi(1)
- Carl Kockelkorn, compositore di scacchi tedesco (Colonia, n. 1843 - Colonia, † 1914)

## Critici d'arte(1)
- Carl Ludwig Fernow, critico d'arte e scrittore tedesco (Blumenhagen, n. 1763 - Weimar, † 1808)

## Cuochi(1)
- Clemens Wilmenrod, cuoco e attore tedesco (Willmenrod, n. 1906 - Monaco di Baviera, † 1967)

## Dermatologi(1)
- Heinrich Auspitz, dermatologo austriaco (Mikulov, n. 1835 - Vienna, † 1886)

## Designer(1)
- Carl Malmsten, designer svedese (Stoccolma, n. 1888 - Öland, † 1972)

## Diplomatici(5)
- Carl Burckhardt, diplomatico svizzero (Basilea, n. 1891 - Vinzel, † 1974)
- Carl Gershman, diplomatico statunitense (New York, n. 1943)
- Carl Ramon Soter von Lederer, diplomatico e nobile austriaco (Cadice, n. 1817 - Gorizia, † 1890)
- Carl Wilhelm von Ludolf, diplomatico, orientalista e nobile austriaco (Erfurt, n. 1754 - Vienna, † 1803)
- Carl Lutz, diplomatico svizzero (Walzenhausen, n. 1895 - Berna, † 1975)

## Direttori d'orchestra(2)
- Carl Riedel, direttore d'orchestra e compositore tedesco (Cronenberg, n. 1827 - Lipsia, † 1888)
- Carl St. Clair, direttore d'orchestra statunitense (Hochheim, n. 1952)

## Direttori della fotografia(1)
- Carl Gregory, direttore della fotografia, regista cinematografico e sceneggiatore statunitense (Walnut, n. 1882 - Van Nuys, † 1951)

## Dirigenti d'azienda(1)
- Carl Hahn junior, dirigente d'azienda tedesco (Chemnitz, n. 1926 - Wolfsburg, † 2023)

## Dirigenti sportivi(4)
- Carl Bennett, dirigente sportivo e allenatore di pallacanestro statunitense (Rockford, n. 1915 - Fort Wayne, † 2013)
- Carl Diem, dirigente sportivo e storico tedesco (Würzburg, n. 1882 - Colonia, † 1962)
- Carl Frølich-Hanssen, dirigente sportivo e calciatore norvegese (n. 1883 - † 1960)
- Carl Men Ky Ching, dirigente sportivo cinese (Guangxi, n. 1944)

## Disc jockey(2)
- Carl Cox, disc jockey e produttore discografico britannico (Carshalton, n. 1962)
- Kenny Dope, disc jockey e produttore discografico statunitense (New York, n. 1970)

## Drammaturghi(1)
- Carl Sternheim, drammaturgo e scrittore tedesco (Lipsia, n. 1878 - Ixelles, † 1942)

## Economisti(3)
- Wilhelm Launhardt, economista e matematico tedesco (Hannover, n. 1832 - † 1918)
- Assar Lindbeck, economista svedese (Umeå, n. 1930 - Stoccolma, † 2020)
- Carl Menger, economista austriaco (Neu Sandez, n. 1840 - Vienna, † 1921)

## Editori(2)
- Carl Friedrich Ernst Frommann, editore tedesco (Jena, n. 1765 - Jena, † 1837)
- C. J. Hinke, editore, traduttore e bibliografo statunitense (n. 1950)

## Entomologi(9)
- Carl Julius Bernhard Börner, entomologo tedesco (Brema, n. 1880 - Naumburg, † 1953)
- Carl Alexander Clerck, entomologo e aracnologo svedese (Stoccolma, n. 1709 - Stoccolma, † 1765)
- Carl Geyer, entomologo tedesco (n. 1796 - † 1841)
- Carl Heinrich Hopffer, entomologo tedesco (n. 1810 - Berlino, † 1876)
- Carl Ludwig Kirschbaum, entomologo tedesco (Usingen, n. 1812 - Wiesbaden, † 1880)
- Carl Ludwig Koch, entomologo e aracnologo tedesco (Kusel, n. 1778 - Norimberga, † 1857)
- Carl Johan Schönherr, entomologo svedese (n. 1772 - † 1848)
- Carl Stål, entomologo svedese (Karlberg Castle, n. 1833 - Frösundavik, † 1878)
- Carl Gustaf Thomson, entomologo svedese (Mellan-Grefvie, n. 1824 - Lund, † 1899)

## Esoteristi(1)
- Max Heindel, esoterista e astrologo danese (Aarhus, n. 1865 - Oceanside, † 1919)

## Esploratori(4)
- Carl Koldewey, esploratore tedesco (Bücken, n. 1837 - Amburgo, † 1908)
- Carl Sofus Lumholtz, esploratore, etnologo e naturalista norvegese (Fåberg, n. 1851 - Saranac Lake, † 1922)
- Carl Peters, esploratore, politico e scrittore tedesco (Amt Neuhaus, n. 1856 - Bad Harzburg, † 1918)
- Carl Weyprecht, esploratore e scienziato austriaco (Darmstadt, n. 1838 - Michelstadt, † 1881)

## Filologi(4)
- Gustav Löwe, filologo classico e bibliotecario tedesco (Grimma, n. 1852 - Gottinga, † 1883)
- Tycho Mommsen, filologo classico tedesco (Garding, n. 1819 - Francoforte sul Meno, † 1900)
- Carl Friedrich Nägelsbach, filologo classico tedesco (Norimberga, n. 1806 - Erlangen, † 1859)
- Carl Robert, filologo classico e archeologo tedesco (Marburgo, n. 1850 - Halle an der Saale, † 1922)

## Filosofi(2)
- Carl Grünberg, filosofo, sociologo e economista tedesco (Focșani, n. 1861 - Francoforte, † 1940)
- Carl Stumpf, filosofo e psicologo tedesco (Wiesentheid, n. 1848 - Berlino, † 1936)

## Fisici(9)
- Carl David Anderson, fisico statunitense (New York, n. 1905 - San Marino, † 1991)
- Carl Barus, fisico statunitense (Cincinnati, n. 1856 - Providence, † 1935)
- Carl Benedicks, fisico, mineralogista e chimico svedese (Stoccolma, n. 1875 - Stoccolma, † 1958)
- Carl Richard Hagen, fisico statunitense (Chicago, n. 1937)
- Johan Masreliez, fisico, ingegnere e imprenditore svedese (Stoccolma, n. 1939)
- Carl Wilhelm Oseen, fisico svedese (Lund, n. 1879 - Uppsala, † 1944)
- Carl Pulfrich, fisico e ottico tedesco (Sträßchen, n. 1858 - Timmendorfer Strand, † 1927)
- Carl Friedrich von Weizsäcker, fisico, astrofisico e filosofo tedesco (Kiel, n. 1912 - Söcking, † 2007)
- Carl Wieman, fisico statunitense (Corvallis, n. 1951)

## Fisiologi(3)
- Carl Bergmann, fisiologo, anatomista e biologo tedesco (Gottinga, n. 1814 - Ginevra, † 1865)
- Carl Gustav Carus, fisiologo e pittore tedesco (Lipsia, n. 1789 - Dresda, † 1869)
- Carl von Voit, fisiologo tedesco (Amberg, n. 1831 - Monaco di Baviera, † 1908)

## Flautisti(1)
- Joachim Andersen, flautista danese (Copenaghen, n. 1847 - Bagsværd, † 1909)

## Fondisti(1)
- Marcus Hellner, ex fondista svedese (Skövde, n. 1985)

## Fotografi(3)
- Carl McCunn, fotografo statunitense (Monaco di Baviera, n. 1947 - Monti Brooks, † 1981)
- Carl De Keyzer, fotografo belga (Kortrijk, n. 1958)
- Carl Mydans, fotografo statunitense (Boston, n. 1907 - Larchmont, † 2004)

## Fumettisti(5)
- Carl Barks, fumettista e pittore statunitense (Merrill, n. 1901 - Grants Pass, † 2000)
- Carl Buettner, fumettista statunitense (n. 1903 - † 1965)
- Carl Burgos, fumettista statunitense (New York, n. 1916 - † 1984)
- Carl Critchlow, fumettista inglese (Liverpool, n. 1963)
- Carl Fallberg, fumettista statunitense (Cleveland, n. 1915 - Glendale, † 1996)

## Funzionari(2)
- Carl von Lutterotti, funzionario austriaco (Bolzano, n. 1793 - Imst, † 1872)
- Carl Thomas Mozart, funzionario austriaco (Vienna, n. 1784 - Milano, † 1858)

## Gambisti(1)
- Carl Ludwig Bachmann, gambista e liutaio tedesco (Berlino, n. 1743 - † 1809)

## Generali(15)
- Carl Johan Adlercreutz, generale svedese (Kiala, n. 1757 - Stoccolma, † 1815)
- Charles Alten, generale tedesco (Burgwedel, n. 1764 - Bolzano, † 1840)
- Carl Philipp von Wrede, generale tedesco (Heidelberg, n. 1767 - Ellingen, † 1838)
- Carl von Clausewitz, generale e scrittore prussiano (Burg, n. 1780 - Breslavia, † 1831)
- Carl Constantin De Carnall, generale e nobile svedese (Scania, n. 1711 - Selkis, † 1773)
- Carl August Ehrensvärd, generale svedese (Karlskrona, n. 1892 - Ystad, † 1974)
- Carl Hilpert, generale tedesco (Norimberga, n. 1888 - Mosca, † 1947)
- Carl Kaim von Kaimthal, generale austriaco (n. 1810 - † 1880)
- Carl Gustaf Emil Mannerheim, generale e politico finlandese (Askainen, n. 1867 - Losanna, † 1951)
- Carl Oberg, generale tedesco (Amburgo, n. 1897 - Flensburgo, † 1965)
- Carl von Prittwitz, generale russo (Guttentag, n. 1797 - San Pietroburgo, † 1881)
- Carl Püchler, generale tedesco (Warmbrunn, n. 1894 - Heilbronn, † 1949)
- Carl Gustav Rehnskiöld, generale svedese (Greifswald, n. 1651 - Läggesta, † 1722)
- Carl Andrew Spaatz, generale e aviatore statunitense (Boyertown, n. 1891 - Washington, † 1974)
- Carl Heinrich von Wedel, generale e politico prussiano (Göritz, n. 1712 - Göritz, † 1782)

## Geografi(3)
- Carl Ritter, geografo tedesco (Quedlinburg, n. 1779 - Berlino, † 1859)
- Carl Sauer, geografo statunitense (Warrenton, n. 1889 - Berkeley, † 1975)
- Carl Troll, geografo e botanico tedesco (Gabersee, n. 1899 - Bonn, † 1975)

## Geologi(4)
- Wilhelm von Branca, geologo e paleontologo tedesco (Potsdam, n. 1844 - Monaco di Baviera, † 1928)
- Carl Hermann Credner, geologo tedesco (Gotha, n. 1841 - Lipsia, † 1913)
- Carl Friedrich Schmidt, geologo, paleontologo e botanico estone (Kaisma, n. 1832 - San Pietroburgo, † 1908)
- Arthur Wichmann, geologo e mineralogista tedesco (Amburgo, n. 1851 - Amburgo, † 1927)

## Gesuiti(1)
- Carl Braun, gesuita e astronomo tedesco (Neustadt, n. 1831 - Sankt Radegund bei Graz, † 1907)

## Ginecologi(2)
- Carl Siegmund Franz Credé, ginecologo tedesco (Berlino, n. 1819 - Lipsia, † 1892)
- Carl Conrad Theodor Litzmann, ginecologo tedesco (Gadebusch, n. 1815 - Berlino, † 1890)

## Ginnasti(18)
- Carl Albert Andersen, ginnasta, astista e altista norvegese (Østre Aker, n. 1876 - Oslo, † 1951)
- Carl Bertilsson, ginnasta svedese (n. 1889 - † 1968)
- Fabian Biörck, ginnasta svedese (Jönköping, n. 1893 - Malmö, † 1977)
- Erik Charpentier, ginnasta e altista svedese (Sölvesborg, n. 1897 - Lund, † 1978)
- Carl Folcker, ginnasta svedese (n. 1889 - † 1911)
- Carl Holmberg, ginnasta svedese (n. 1884 - † 1909)
- Carl Hårleman, ginnasta e astista svedese (Västerås, n. 1886 - Halmstad, † 1948)
- Eugen Ingebretsen, ginnasta norvegese (Oslo, n. 1884 - Oslo, † 1939)
- Herold Jansson, ginnasta danese (Copenaghen, n. 1899 - Frederiksberg, † 1965)
- Carl Klæth, ginnasta norvegese (Steinkjer, n. 1887 - Steinkjer, † 1966)
- Carl Krebs, ginnasta danese (Aarhus, n. 1889 - Slagelse, † 1971)
- Carl Martin Norberg, ginnasta svedese (n. 1886 - † 1970)
- Carl Alfred Pedersen, ginnasta norvegese (Oslo, n. 1882 - Oslo, † 1960)
- Carl Pedersen, ginnasta danese (Rø, n. 1883 - Frederiksberg, † 1971)
- Carl Schuhmann, ginnasta, lottatore e sollevatore tedesco (Münster, n. 1869 - Berlino, † 1946)
- Carl Silfverstrand, ginnasta, astista e lunghista svedese (Helsingborg, n. 1885 - Helsingborg, † 1975)
- Charles Sorum, ginnasta e multiplista statunitense (Oslo, n. 1867 - Brooklyn, † 1935)
- Carl Widmer, ginnasta svizzero (n. 1900)

## Giocatori di baseball(2)
- Carl Hubbell, giocatore di baseball statunitense (Carthage, n. 1903 - Scottsdale, † 1988)
- Carl Yastrzemski, ex giocatore di baseball statunitense (Southampton, n. 1939)

## Giocatori di curling(3)
- Carl August Kronlund, giocatore di curling svedese (Skövde, n. 1865 - Stoccolma, † 1937)
- Carl Wilhelm Petersén, giocatore di curling svedese (Stoccolma, n. 1884 - San Diego, † 1973)
- Carl Axel Pettersson, giocatore di curling svedese (Mönsterås, n. 1874 - Stoccolma, † 1962)

## Giocatori di football americano(13)
- Carl Banks, ex giocatore di football americano statunitense (Flint, n. 1962)
- Carl Barisich, giocatore di football americano statunitense (Jersey City, n. 1951)
- Carl Bradford, ex giocatore di football americano statunitense (Norco, n. 1992)
- Carl Brumbaugh, giocatore di football americano statunitense (West Milton, n. 1906 - West Milton, † 1969)
- Carl Davis, giocatore di football americano statunitense (Detroit, n. 1992)
- Carl Eller, ex giocatore di football americano statunitense (Winston-Salem, n. 1942)
- Carl Hansen, ex giocatore di football americano statunitense (Houston, n. 1976)
- Carl Holdt, giocatore di football americano svizzero (Frauenfeld, n. 1994)
- Carl Ihenacho, ex giocatore di football americano statunitense (Carson, n. 1988)
- Carl Lawson, giocatore di football americano statunitense (Alpharetta, n. 1995)
- Carl Nassib, ex giocatore di football americano statunitense (West Chester, n. 1993)
- Carl Nicks, ex giocatore di football americano statunitense (San Francisco, n. 1985)
- Carl Pickens, ex giocatore di football americano statunitense (Murphy, n. 1970)

## Giornalisti(5)
- Carl Bernstein, giornalista e saggista statunitense (Washington, n. 1944)
- Fritz Michael Gerlich, giornalista tedesco (Stettino, n. 1883 - Dachau, † 1934)
- Carl Hiaasen, giornalista e scrittore statunitense (Fort Lauderdale, n. 1953)
- Carl Marzani, giornalista e politico statunitense (Roma, n. 1912 - New York, † 1994)
- Carl von Ossietzky, giornalista tedesco (Amburgo, n. 1889 - Berlino, † 1938)

## Giuristi(3)
- Georg Beseler, giurista e politico prussiano (Rödemis, n. 1809 - Bad Harzburg, † 1888)
- Carl Otto Rechenberg, giurista, poeta e storico tedesco (Lipsia, n. 1689 - Lipsia, † 1751)
- Carl Schmitt, giurista tedesco (Plettenberg, n. 1888 - Plettenberg, † 1985)

## Hockeisti su ghiaccio(9)
- Carl Oskar Bøe Andersen, ex hockeista su ghiaccio norvegese (Sandefjord, n. 1972)
- Johan Fransson, hockeista su ghiaccio svedese (Kalix, n. 1985)
- Carl Gunnarsson, ex hockeista su ghiaccio svedese (Örebro, n. 1986)
- Carl Hagelin, hockeista su ghiaccio svedese (Södertälje, n. 1988)
- Gustav Jaenecke, hockeista su ghiaccio e tennista tedesco (Berlino, n. 1908 - Bonn, † 1985)
- Carl Klingberg, hockeista su ghiaccio svedese (Göteborg, n. 1991)
- Vic Lindquist, hockeista su ghiaccio canadese (Gold Rock, n. 1908 - Winnipeg, † 1983)
- Carl Söderberg, hockeista su ghiaccio svedese (Malmö, n. 1985)
- Henrik Zetterberg, hockeista su ghiaccio svedese (Njurunda, n. 1980)

## Illustratori(2)
- Carl Otto Czeschka, illustratore austriaco (Vienna, n. 1878 - Amburgo, † 1960)
- Carl Moos, illustratore tedesco (Monaco di Baviera, n. 1878 - Zurigo, † 1959)

## Imprenditori(11)
- Carl F. W. Borgward, imprenditore tedesco (Distretto di Altona, n. 1890 - Brema, † 1963)
- Carl Paul Goerz, imprenditore tedesco (Brandeburgo sulla Havel, n. 1854 - Berlino, † 1923)
- Carl Icahn, imprenditore statunitense (New York, n. 1936)
- Carl Heinrich Theodor Knorr, imprenditore tedesco (Meerdorf, n. 1800 - Heilbronn, † 1875)
- Carl Leverkus, imprenditore, chimico e farmacista tedesco (Wermelskirchen, n. 1804 - Wiesdorf am Rhein, † 1889)
- Carl Emil Felix Minder, imprenditore svizzero (n. 1927)
- Carl Heinrich Florenz Müller, imprenditore tedesco (Piesau, n. 1845 - Amburgo, † 1912)
- Carl Pei, imprenditore svedese (n. 1989)
- Carl von Siemens, imprenditore tedesco (Menzendorf, n. 1829 - Mentone, † 1906)
- Carl Tomaselli il Vecchio, imprenditore austro-ungarico (Vienna, n. 1809 - Salisburgo, † 1887)
- Carl Walther, imprenditore e inventore tedesco (Zella St.Blasii, n. 1858 - Zella St.Blasii, † 1915)

## Ingegneri(8)
- Carl Hering, ingegnere statunitense (Filadelfia, n. 1860 - † 1926)
- Carl Humann, ingegnere tedesco (Steele, n. 1839 - Smirne, † 1896)
- Carl Junker, ingegnere e architetto austriaco (Sankt Egyden am Steinfeld, n. 1827 - Vienna, † 1882)
- Carl von Linde, ingegnere tedesco (Berndorf, n. 1842 - Monaco di Baviera, † 1934)
- Carl Nebel, ingegnere, architetto e disegnatore tedesco (Altona, n. 1805 - Parigi, † 1855)
- Carl Sassenrath, ingegnere e informatico statunitense (California, n. 1957)
- Carl Wilhelm Siemens, ingegnere tedesco (Lenthe, n. 1823 - Londra, † 1883)
- Gustaf de Laval, ingegnere, inventore e imprenditore svedese (Orsa, n. 1845 - Stoccolma, † 1913)

## Insegnanti(1)
- Carl Tanner, docente, cantante e tenore statunitense (Contea di Arlington, n. 1962)

## Inventori(3)
- Carl Deckard, inventore, insegnante e imprenditore statunitense (n. 1960 - † 2019)
- Carl Edvard Johansson, inventore svedese (n. 1864 - † 1943)
- Carl Auer von Welsbach, inventore e chimico austriaco (Vienna, n. 1858 - Mölbling, † 1929)

## Linguisti(1)
- Carl Pauli, linguista e etruscologo tedesco (Barth, n. 1834 - Lugano, † 1901)

## Liutai(1)
- Carl Thompson, liutaio statunitense (Pitcairn, n. 1939)

## Lottatori(4)
- Carl Carlsen, lottatore danese (Copenaghen, n. 1880 - Copenaghen, † 1958)
- Carl Jensen, lottatore danese (Dronninglund, n. 1882 - Frederiksberg, † 1942)
- Fredrik Schön, lottatore svedese (n. 1999)
- Carl Westergren, lottatore svedese (Malmö, n. 1895 - Malmö, † 1958)

## Lunghisti(2)
- Carl Johnson, lunghista statunitense (Genesee, n. 1898 - Detroit, † 1932)
- Luz Long, lunghista e triplista tedesco (Lipsia, n. 1913 - Biscari, † 1943)

## Mafiosi(1)
- Carl Williams, mafioso australiano (Melbourne, n. 1970 - Lara, † 2010)

## Magistrati(1)
- Carl Aarvold, giudice, avvocato e dirigente sportivo britannico (Hartlepool, n. 1907 - Dorking, † 1991)

## Martellisti(1)
- Carl Johan Lind, martellista e discobolo svedese (Karlskoga, n. 1883 - Karlstad, † 1965)

## Matematici(15)
- Carl M. Bender, matematico e fisico statunitense (n. 1943)
- Carl Borchardt, matematico tedesco (Berlino, n. 1817 - Rüdersdorf, † 1880)
- Carl Boyer, matematico e saggista statunitense (New York, n. 1906 - † 1976)
- Harald Cramér, matematico e statistico svedese (Stoccolma, n. 1893 - Stoccolma, † 1985)
- Axel Harnack, matematico tedesco (Tartu, n. 1851 - Dresda, † 1888)
- Carl Gustav Hempel, matematico, informatico e filosofo tedesco (Oranienburg, n. 1905 - Princeton, New Jersey, † 1997)
- Einar Hille, matematico statunitense (New York, n. 1894 - La Jolla, † 1980)
- Carl Hindenburg, matematico tedesco (Dresda, n. 1741 - Lipsia, † 1808)
- Carl Jacobi, matematico e docente tedesco (Potsdam, n. 1804 - Berlino, † 1851)
- Ferdinand von Lindemann, matematico tedesco (Hannover, n. 1852 - Monaco di Baviera, † 1939)
- Carl Gottfried Neumann, matematico tedesco (Königsberg, n. 1832 - Lipsia, † 1925)
- Carl Adam Petri, matematico e informatico tedesco (Lipsia, n. 1926 - Siegburg, † 2010)
- Carl Pomerance, matematico statunitense (Joplin, n. 1944)
- Carl David Tolmé Runge, matematico e fisico tedesco (Brema, n. 1856 - Gottinga, † 1927)
- Carl Ludwig Siegel, matematico tedesco (Berlino, n. 1896 - Gottinga, † 1981)

## Medici(15)
- Carl August Wilhelm Berends, medico tedesco (Anklam, n. 1759 - Berlino, † 1826)
- Carl Ernst Bock, medico e anatomista tedesco (Lipsia, n. 1809 - Wiesbaden, † 1874)
- Carl Clauberg, medico tedesco (Wupperhof, n. 1898 - Kiel, † 1957)
- Carl Otto von Eicken, medico tedesco (Mülheim an der Ruhr, n. 1873 - Heilbronn, † 1960)
- Carl Anton Ewald, medico tedesco (Berlino, n. 1845 - Berlino, † 1915)
- Carl Garré, medico svizzero (Ragaz, n. 1857 - La Orotava, † 1928)
- Carl Gassner, medico e inventore tedesco (Magonza, n. 1855 - † 1942)
- Carl Benjamin Klunzinger, medico e zoologo tedesco (Güglingen, n. 1834 - Stoccarda, † 1914)
- Adolf Kussmaul, medico tedesco (Graben-Neudorf, n. 1822 - Heidelberg, † 1902)
- Linneo, medico, botanico e naturalista svedese (Råshult, n. 1707 - Uppsala, † 1778)
- Hermann Nothnagel, medico tedesco (Stare Łysogórki, n. 1841 - Vienna, † 1905)
- Carl Caspar von Siebold, medico tedesco (Nideggen, n. 1736 - Würzburg, † 1807)
- Carl Ludwig Sigmund, medico austriaco (Sighișoara, n. 1810 - Padova, † 1883)
- Carl Peter Vaernet, medico danese (Copenaghen, n. 1893 - Buenos Aires, † 1965)
- Carl Reinhold August Wunderlich, medico e psichiatra tedesco (Sulz am Neckar, n. 1815 - Lipsia, † 1877)

## Mercanti(1)
- Carl Hagenbeck, mercante tedesco (Amburgo, n. 1844 - Amburgo, † 1913)

## Meteorologi(1)
- Carl Gottfrid Fineman, meteorologo e imprenditore svedese (Hudiksvall, n. 1858 - Gullspång, † 1937)

## Mezzofondisti(3)
- Carl Galle, mezzofondista tedesco (Berlino, n. 1872 - Pankow, † 1963)
- Josef Ternström, mezzofondista svedese (Gävle, n. 1888 - Söderala, † 1953)
- Carl Thackery, mezzofondista e maratoneta britannico (Sheffield, n. 1962)

## Militari(4)
- Carl Brashear, militare statunitense (Tonieville, n. 1931 - Portsmouth, † 2006)
- Carl Otto Løvenskiold, ufficiale e politico norvegese (Oslo, n. 1839 - Oslo, † 1916)
- Carl Alexander von Hügel, militare, diplomatico e botanico austriaco (Ratisbona, n. 1795 - Bruxelles, † 1870)
- Carl Petersén, ufficiale svedese (Stoccolma, n. 1883 - † 1963)

## Musicisti(3)
- Carl Bell, musicista, compositore e produttore discografico statunitense (Kenton, n. 1967)
- Carl Restivo, musicista, compositore e produttore discografico statunitense
- Carl Wilson, musicista statunitense (Hawthorne, n. 1946 - Los Angeles, † 1998)

## Musicologi(3)
- Carl Dahlhaus, musicologo tedesco (Hannover, n. 1928 - Berlino, † 1989)
- Carl Engel, musicologo tedesco (Thiedewise, n. 1818 - Kensington, † 1882)
- Carl Friedrich Weitzmann, musicologo e musicista tedesco (Berlino, n. 1808 - Berlino, † 1880)

## Naturalisti(8)
- Carl Bovallius, naturalista, esploratore e archeologo svedese (Stoccolma, n. 1849 - Georgetown, † 1907)
- Carl Dorno, naturalista tedesco (Königsberg, n. 1865 - Davos, † 1942)
- Carl Hubbs, naturalista statunitense (Williams, n. 1894 - La Jolla, † 1979)
- Carl Gustav Jablonsky, naturalista, entomologo e illustratore tedesco (n. 1756 - † 1787)
- Carl Koch, naturalista e geologo tedesco (Heidelberg, n. 1827 - Wiesbaden, † 1882)
- Carl von Linné jr., naturalista svedese (Falun, n. 1741 - Uppsala, † 1783)
- Carl Ulysses von Salis-Marschlins, naturalista, viaggiatore e politico svizzero (Landquart, n. 1760 - Landquart, † 1818)
- Carl Franz Anton Ritter von Schreibers, naturalista, zoologo e botanico austriaco (Pressburg, n. 1775 - Vienna, † 1852)

## Navigatori(4)
- Carl Anton Larsen, navigatore e esploratore norvegese (Østre Halsen, n. 1860 - Mare di Ross, † 1924)
- Carl Emil Pettersson, marinaio svedese (Skogstorp, n. 1875 - Sydney, † 1937)
- Carl Raab, marinaio e militare svedese (Stoccolma, n. 1659 - Karlskrona, † 1724)
- Carl Frederik Wandel, marinaio e esploratore danese (Copenaghen, n. 1843 - † 1930)

## Neurologi(2)
- Carl Moeli, neurologo e psichiatra tedesco (n. 1849 - Berlino, † 1919)
- Carl Friedrich Otto Westphal, neurologo e psichiatra tedesco (Berlino, n. 1833 - Kreuzlingen, † 1930)

## Nobili(7)
- Carl Bildt, nobile, diplomatico e storico svedese (Stoccolma, n. 1850 - Roma, † 1931)
- Carl Wilhelm Cederhielm, nobile svedese (Svezia, n. 1705 - Svezia, † 1769)
- Carl Ludvig Douglas, nobile e diplomatico svedese (Stjärnorp, n. 1908 - Rio de Janeiro, † 1961)
- Carl Wolfgang Graf von Ballestrem, nobile e dirigente d'azienda tedesco (Ober Gläsersdorf, n. 1903 - Hardheim, † 1994)
- Carl Carlsson Gyllenhielm, nobile svedese (Nyköping, n. 1574 - † 1650)
- Carl Philipp von Venningen, nobile, politico e giudice tedesco (Mannheim, n. 1728 - Eichtersheim, † 1797)
- Carl Gustaf Wrangel, nobile e generale svedese (Castello di Skokloster, n. 1613 - Rügen, † 1676)

## Numismatici(2)
- Carl Gustav Heraeus, numismatico e antiquario svedese (Stoccolma, n. 1671 - Veitsch, † 1725)
- Ludvig Müller, numismatico e storico danese (n. 1809 - † 1891)

## Nuotatori(3)
- Walter Brack, nuotatore tedesco (Berlino, n. 1880 - Berlino, † 1919)
- Hjalmar Johansson, nuotatore, tuffatore e lunghista svedese (Karlskrona, n. 1874 - Segeltorp, † 1957)
- Carl Robie, nuotatore statunitense (Darby, n. 1945 - Sarasota, † 2011)

## Oculisti(2)
- Carl Ferdinand von Arlt, oculista austriaco (Krupka, n. 1812 - Vienna, † 1887)
- Carl Wilhelm von Zehender, oculista tedesco (Brema, n. 1819 - Warnemünde, † 1916)

## Odontoiatri(1)
- Carl E. Misch, odontoiatra statunitense (n. 1947 - † 2017)

## Organisti(1)
- Carl August Haupt, organista, compositore e insegnante tedesco (Kuniów, n. 1810 - Berlino, † 1891)

## Orientalisti(5)
- Carl Heinrich Becker, orientalista, islamista e politico tedesco (Amsterdam, n. 1876 - Berlino, † 1933)
- Carl Brockelmann, orientalista e arabista tedesco (Rostock, n. 1868 - Halle, † 1956)
- Carl Hermann Ethé, orientalista tedesco (Stralsund, n. 1844 - Bristol, † 1917)
- Carl Schmidt, orientalista tedesco (Hagenow, n. 1868 - Cairo, † 1938)
- Carl Johan Tornberg, orientalista svedese (Linköping, n. 1807 - Lund, † 1877)

## Orientisti(1)
- Carl Waaler Kaas, orientista norvegese (Oslo, n. 1982)

## Ornitologi(1)
- Carl Eduard Hellmayr, ornitologo austriaco (Vienna, n. 1878 - Orselina, † 1944)

## Ostacolisti(2)
- Carl Bengtström, ostacolista e velocista svedese (n. 2000)
- Rune Larsson, ostacolista e velocista svedese (Stoccolma, n. 1924 - Stoccolma, † 2016)

## Ottici(2)
- Carl Kellner, ottico tedesco (Hirzenhain, n. 1826 - Wetzlar, † 1855)
- Carl Zeiss, ottico e imprenditore tedesco (Weimar, n. 1816 - Jena, † 1888)

## Pallanuotisti(1)
- Karel Kratz, pallanuotista olandese (Rotterdam, n. 1893 - Rotterdam, † 1962)

## Patologi(5)
- Carl Friedländer, patologo e microbiologo tedesco (Brzeg, n. 1847 - Merano, † 1887)
- Carl Kaiserling, patologo tedesco (Kassel, n. 1869 - Zehlendorf, † 1942)
- Carl Arnold Ruge, patologo e ginecologo tedesco (Berlino, n. 1846 - † 1926)
- Carl Wedl, patologo austriaco (Vienna, n. 1815 - Vienna, † 1891)
- Carl von Liebermeister, patologo tedesco (Ronsdorf, n. 1833 - Tubinga, † 1901)

## Pattinatori di velocità su ghiaccio(1)
- Carl Verheijen, ex pattinatore di velocità su ghiaccio olandese (L'Aia, n. 1975)

## Pentatleti(1)
- Michael Brandt, pentatleta svedese (Stoccolma, n. 1976)

## Pesisti(1)
- Carl Myerscough, ex pesista e discobolo britannico (Hambleton, n. 1979)

## Pianisti(4)
- Carl Czerny, pianista e compositore austriaco (Vienna, n. 1791 - Vienna, † 1857)
- Carl Friedberg, pianista e docente tedesco (Bingen am Rhein, n. 1872 - Merano, † 1955)
- Carl Perkins, pianista e compositore statunitense (Indianapolis, n. 1928 - Los Angeles, † 1958)
- Wilhelm Taubert, pianista, compositore e direttore d'orchestra tedesco (Berlino, n. 1811 - Berlino, † 1891)

## Piloti automobilistici(5)
- Carl Wattana Bennett, pilota automobilistico thailandese (Bangkok, n. 2004)
- Carl Edwards, pilota automobilistico statunitense (Columbia, n. 1979)
- Carl Forberg, pilota automobilistico statunitense (Omaha, n. 1911 - † 2000)
- Carl Haas, pilota automobilistico e imprenditore statunitense (Ludwigshafen am Rhein, n. 1929 - Lake Forest, † 2016)
- Carl Scarborough, pilota automobilistico statunitense (Benton, n. 1914 - Indianapolis, † 1953)

## Piloti motociclistici(1)
- Carl Fogarty, pilota motociclistico britannico (Blackburn, n. 1965)

## Pistard(1)
- Carl Lorenz, pistard tedesco (Chemnitz, n. 1913 - Berlino, † 1993)

## Pittori(40)
- Carl Frederik Aagaard, pittore danese (Odense, n. 1833 - Copenaghen, † 1895)
- Carl Andre, pittore e scultore statunitense (Quincy, n. 1935 - New York, † 2024)
- Eduard Barth, pittore, incisore e litografo tedesco (Berlino, n. 1802 - Berlino, † 1843)
- Carl Blechen, pittore tedesco (Cottbus, n. 1798 - Berlino, † 1840)
- Carl Heinrich Bloch, pittore danese (Copenaghen, n. 1834 - Copenaghen, † 1890)
- Carl Frederik von Breda, pittore svedese (Stoccolma, n. 1759 - † 1818)
- Carl Buchheister, pittore tedesco (Hannover, n. 1890 - Hannover, † 1964)
- Louis Douzette, pittore tedesco (Tribsees, n. 1834 - Barth, † 1924)
- Carl Johan Fahlcrantz, pittore svedese (Stora Tuna, n. 1774 - Stoccolma, † 1861)
- Carl Philipp Fohr, pittore tedesco (Heidelberg, n. 1795 - Roma, † 1818)
- Carl Ludwig Frommel, pittore e incisore tedesco (Birkenfeld, n. 1789 - Ispringen, † 1863)
- Carl Grossberg, pittore tedesco (Elberfeld, n. 1894 - Laon, † 1940)
- Carl Wilhelm Götzloff, pittore tedesco (Dresda, n. 1799 - Napoli, † 1866)
- Carl Friedrich Hampe, pittore e disegnatore tedesco (Berlino, n. 1772 - † 1848)
- Constantin Hansen, pittore danese (Roma, n. 1804 - Copenaghen, † 1880)
- Carl Hilgers, pittore tedesco (n. 1818 - † 1890)
- Carl Holsøe, pittore danese (Aarhus, n. 1863 - Asserbo, † 1935)
- Carl Kahler, pittore austriaco (Linz, n. 1856 - San Francisco, † 1906)
- Carl Larsson, pittore e illustratore svedese (Stoccolma, n. 1853 - Falun, † 1919)
- Carl Julius von Leypold, pittore tedesco (Dresda, n. 1806 - Niederlößnitz, † 1874)
- Carl Moll, pittore e incisore austriaco (Vienna, n. 1861 - Vienna, † 1945)
- Carl Morgenstern, pittore tedesco (Francoforte sul Meno, n. 1811 - Francoforte sul Meno, † 1893)
- Carl Oesterley, pittore e storico dell'arte tedesco (Gottinga, n. 1805 - Hannover, † 1891)
- Carl August Heinrich Ferdinand Oesterley, pittore tedesco (Gottinga, n. 1839 - Distretto di Altona, † 1930)
- Carl Rahl, pittore austriaco (Vienna, n. 1812 - Vienna, † 1865)
- Carl Anton Joseph Rottmann, pittore tedesco (Heidelberg, n. 1797 - Monaco di Baviera, † 1850)
- Carl Borromäus Andreas Ruthart, pittore e religioso tedesco (Danzica, n. 1630 - L'Aquila, † 1703)
- Carl Schweninger il Giovane, pittore austriaco (Vienna, n. 1854 - Vienna, † 1912)
- Carl Frithjof Smith, pittore norvegese (Oslo, n. 1859 - Weimar, † 1917)
- Carl Spitzweg, pittore tedesco (Unterpfaffenhofen, n. 1808 - Monaco di Baviera, † 1885)
- Carl Timner, pittore e disegnatore tedesco (Berlino, n. 1933 - Trevi, † 2014)
- Carl Trägårdh, pittore svedese (Kristianstad, n. 1861 - Parigi, † 1899)
- Carl Marcus Tuscher, pittore, scultore e architetto tedesco (Norimberga, n. 1705 - Copenaghen, † 1751)
- Carl Christian Vogel von Vogelstein, pittore tedesco (Wildenfels, n. 1788 - Monaco di Baviera, † 1868)
- Carl Werner, pittore tedesco (Weimar, n. 1808 - Lipsia, † 1894)
- Carl Wilhelmson, pittore e fotografo svedese (Fiskebäckskil, n. 1866 - Göteborg, † 1928)
- Carl Wuttke, pittore tedesco (Trebnitz, n. 1849 - Monaco di Baviera, † 1927)
- Carl von Bergen, pittore tedesco (Cuxhaven, n. 1853 - Monaco di Baviera, † 1933)
- Carl Timoleon von Neff, pittore estone (Püssi, n. 1804 - San Pietroburgo, † 1877)
- Carl Ernst von Stetten, pittore tedesco (Augusta, n. 1857 - † 1942)

## Poeti(10)
- Emil Aarestrup, poeta e medico danese (Copenaghen, n. 1800 - Odense, † 1856)
- Carl Michael Bellman, poeta e compositore svedese (Stoccolma, n. 1740 - Stoccolma, † 1795)
- Carl Dennis, poeta statunitense (Saint Louis, n. 1939)
- Carl Leberecht Immermann, poeta e scrittore tedesco (Magdeburgo, n. 1796 - Düsseldorf, † 1840)
- Carl Phillips, poeta statunitense (Everett, n. 1959)
- Carl Sandburg, poeta statunitense (Galesburg, n. 1878 - Flat Rock, † 1967)
- Carl Sigman, poeta e paroliere statunitense (Brooklyn, n. 1909 - Hempstead, † 2000)
- Carl Snoilsky, poeta svedese (Stoccolma, n. 1841 - Stoccolma, † 1903)
- Carl Solomon, poeta e scrittore statunitense (New York, n. 1928 - New York, † 1993)
- Carl Spitteler, poeta, critico letterario e insegnante svizzero (Liestal, n. 1845 - Lucerna, † 1924)

## Politici(33)
- Carl Christoffer Georg Andræ, politico e matematico danese (Hjertebjerg, n. 1812 - Copenaghen, † 1893)
- Carl Friedrich von Bassewitz, politico tedesco (Prebberede, n. 1720 - Schwerin, † 1783)
- Carl von Braitenberg, politico italiano (Merano, n. 1892 - Bolzano, † 1984)
- Carl Platou, politico norvegese (Bergen, n. 1885 - Oslo, † 1956)
- Carl Curtis, politico statunitense (Minden, n. 1905 - Lincoln, † 2000)
- Carl Devlies, politico belga (Amsterdam, n. 1953)
- Carl Dix, politico statunitense
- Carl Gustaf Ekman, politico svedese (Munktorp, n. 1872 - Stoccolma, † 1945)
- Carl Enckell, politico e diplomatico finlandese (San Pietroburgo, n. 1876 - Helsinki, † 1959)
- Carl Giskra, politico austriaco (Moravia, n. 1820 - Baden, † 1879)
- Carl Friedrich Goerdeler, politico tedesco (Schneidemühl, n. 1884 - Berlino, † 1945)
- Carl Ivar Hagen, politico norvegese (Oslo, n. 1944)
- Carl Christian Hall, politico danese (Christianshavn, n. 1812 - Frederiksberg, † 1888)
- Carl Ludwig von Haller, politico svizzero (Berna, n. 1807 - Soletta, † 1893)
- Carl Hayden, politico statunitense (Tempe, n. 1877 - Mesa, † 1972)
- Carl Lang, politico francese (Vernon, n. 1957)
- Carl Levin, politico statunitense (Detroit, n. 1934 - Detroit, † 2021)
- Otto Liebe, politico danese (Copenaghen, n. 1860 - Copenaghen, † 1929)
- Carl Moser, politico e agronomo svizzero (Rüderswil, n. 1867 - Berna, † 1959)
- Carl Axel Petri, politico svedese (Ronneby, n. 1929 - Jönköping, † 2017)
- Carl Edvard Rotwitt, politico danese (Hillerød, n. 1812 - Copenaghen, † 1860)
- Carl Sanders, politico e avvocato statunitense (Augusta, n. 1925 - Atlanta, † 2014)
- Carl Sargeant, politico gallese (St Asaph, n. 1968 - Connah's Quay, † 2017)
- Carl Schurz, politico, generale e diplomatico statunitense (Liblar, n. 1829 - New York, † 1906)
- Carl Severing, politico tedesco (Herford, n. 1875 - Bielefeld, † 1952)
- Carl Swartz, politico svedese (Norrköping, n. 1858 - Stoccolma, † 1926)
- Carl Gustaf Tessin, politico, collezionista d'arte e mecenate svedese (Stoccolma, n. 1695 - Åkerö, † 1770)
- Carl Johan Thyselius, politico svedese (Österhaninge, n. 1811 - Stoccolma, † 1891)
- Carl Wilhelm Tölcke, politico tedesco (Eslohe, n. 1817 - Dortmund, † 1893)
- Carl Vaugoin, politico austriaco (Vienna, n. 1873 - Krems an der Donau, † 1949)
- Carl Vinson, politico statunitense (Contea di Baldwin, n. 1883 - Milledgeville, † 1981)
- Carl Theodor Zahle, politico e avvocato danese (Roskilde, n. 1866 - Copenaghen, † 1946)
- Carl von Heyden, politico e entomologo tedesco (Francoforte sul Meno, n. 1793 - Francoforte sul Meno, † 1866)

## Politologi(1)
- Carl Joachim Friedrich, politologo tedesco (Lipsia, n. 1901 - Lexington, † 1984)

## Poliziotti(1)
- Carl Pichler von Deeben, poliziotto e militare austriaco (Lilienfeld, n. 1820 - Vienna, † 1900)

## Presbiteri(3)
- Carl Lampert, presbitero austriaco (Göfis, n. 1894 - Halle an der Saale, † 1944)
- Carl Neuber, presbitero tedesco (Wischke, n. 1841 - Berlino, † 1905)
- Carl Reid, presbitero e vescovo anglicano canadese (Hagersville, n. 1950)

## Produttori cinematografici(2)
- Carl Laemmle Jr., produttore cinematografico statunitense (Chicago, n. 1908 - Beverly Hills, † 1979)
- Carl Laemmle, produttore cinematografico tedesco (Laupheim, n. 1867 - Los Angeles, † 1939)

## Produttori teatrali(1)
- Carl Rosa, produttore teatrale tedesco (Amburgo, n. 1842 - Parigi, † 1889)

## Psichiatri(7)
- Carl Friedrich Flemming, psichiatra tedesco (Jüterbog, n. 1799 - Wiesbaden, † 1880)
- Carl Jakob Adolf Christian Gerhardt, psichiatra tedesco (Spira, n. 1833 - Gamburg, † 1902)
- Carl Wigand Maximilian Jacobi, psichiatra tedesco (Düsseldorf, n. 1775 - Siegburg, † 1858)
- Carl Gustav Jung, psichiatra, psicoanalista e antropologo svizzero (Kesswil, n. 1875 - Küsnacht, † 1961)
- Carl Alfred Meier, psichiatra e docente svizzero (Sciaffusa, n. 1905 - † 1995)
- Carl Wernicke, psichiatra e neurologo tedesco (Tarnowskie Góry, n. 1848 - Gräfenroda, † 1905)
- Carl Whitaker, psichiatra statunitense (Raymondville, n. 1912 - Atlanta, † 1995)

## Psicologi(3)
- Carl Delacato, psicologo statunitense (Pennsylvania, n. 1923 - † 2007)
- Carl Hovland, psicologo statunitense (Chicago, n. 1912 - New Haven, † 1961)
- Carl Rogers, psicologo statunitense (Oak Park, n. 1902 - La Jolla, † 1987)

## Pugili(4)
- Allan Carlsson, pugile svedese (Örebro, n. 1910 - Norrköping, † 1983)
- Carl Frampton, pugile britannico (Belfast, n. 1987)
- Carl Froch, ex pugile e commentatore televisivo inglese (Nottingham, n. 1977)
- Carl Williams, pugile statunitense (Belle Glade, n. 1959 - † 2013)

## Radiologi(1)
- Carl Tanzler, radiologo tedesco (Dresda, n. 1877 - Tampa, † 1952)

## Rapper(1)
- Fricky, rapper svedese (Tegs församling, n. 1992)

## Registi(11)
- Carl Boese, regista tedesco (Berlino, n. 1887 - Charlottenburg, † 1958)
- Carl Theodor Dreyer, regista, sceneggiatore e montatore danese (Copenaghen, n. 1889 - Copenaghen, † 1968)
- Carl Dudley, regista e produttore cinematografico statunitense (Little Rock, n. 1910 - Hong Kong, † 1973)
- Carl Franklin, regista, attore e sceneggiatore statunitense (Richmond, n. 1949)
- Carl Froelich, regista, direttore della fotografia e produttore cinematografico tedesco (Berlino, n. 1875 - Berlino, † 1953)
- Carl Koch, regista tedesco (Nümbrecht, n. 1892 - Barnet, † 1963)
- Carl Rinsch, regista e sceneggiatore britannico (n. 1980)
- Carl Schenkel, regista svizzero (Berna, n. 1948 - Los Angeles, † 2003)
- Carl Schultz, regista ungherese (Budapest, n. 1939)
- Carl Urbano, regista, animatore e produttore televisivo statunitense (Illinois, n. 1910 - Westlake Village, † 2003)
- Carl Wilhelm, regista, sceneggiatore e produttore cinematografico austriaco (Vienna, n. 1872 - Londra, † 1936)

## Rivoluzionari(1)
- Carl Gotthelf Todt, rivoluzionario, avvocato e politico tedesco (Auerbach, n. 1803 - Riesbach, † 1852)

## Rugbisti a 15(4)
- Carl Hayman, ex rugbista a 15 e allenatore di rugby a 15 neozelandese (Opunake, n. 1979)
- Carl Hoeft, ex rugbista a 15 e allenatore di rugby a 15 neozelandese (Auckland, n. 1974)
- Carl Manu, rugbista a 15 neozelandese (Christchurch, n. 1983)
- Stefan Terblanche, ex rugbista a 15 sudafricano (Mossel Bay, n. 1975)

## Scacchisti(7)
- Carl Ahues, scacchista tedesco (Brema, n. 1883 - Amburgo, † 1968)
- Carl Carls, scacchista tedesco (Varel, n. 1880 - Brema, † 1958)
- Carl Göring, scacchista e filosofo tedesco (Brüheim, n. 1841 - Eisenach, † 1879)
- Carl Hamppe, scacchista e diplomatico svizzero (Svizzera, n. 1814 - Gersau, † 1876)
- Carl Jänisch, scacchista finlandese (Vyborg, n. 1813 - San Pietroburgo, † 1872)
- Carl Schlechter, scacchista austriaco (Vienna, n. 1874 - Budapest, † 1918)
- Carl Walbrodt, scacchista tedesco (Amsterdam, n. 1871 - Berlino, † 1902)

## Sceneggiatori(4)
- Carl Ellsworth, sceneggiatore statunitense (Louisville, n. 1972)
- Carl Foreman, sceneggiatore, produttore cinematografico e regista statunitense (Chicago, n. 1914 - Los Angeles, † 1984)
- Carl Gottlieb, sceneggiatore, regista e autore televisivo statunitense (New York, n. 1938)
- Carl Mayer, sceneggiatore austriaco (Graz, n. 1894 - Londra, † 1944)

## Scenografi(2)
- Carl Toms, scenografo e costumista britannico (Kirkby-in-Ashfield, n. 1927 - Hertfordshire, † 1999)
- Carl Jules Weyl, scenografo statunitense (Stoccarda, n. 1890 - Los Angeles, † 1948)

## Schermidori(6)
- Carl Borack, ex schermidore statunitense (Staten Island, n. 1947)
- Carl Forssell, schermidore svedese (Stoccolma, n. 1917 - Ängelholm, † 2005)
- Carl Gripenstedt, schermidore svedese (Bälinge, n. 1893 - Odensbacken, † 1981)
- Carl Schwende, schermidore canadese (Basilea, n. 1920 - Montréal, † 2002)
- Carl Johan Wachtmeister, schermidore svedese (Skövde, n. 1903 - Stoccolma, † 1993)
- Carl von Essen, schermidore svedese (Jönköping, n. 1940 - Björnlunda, † 2021)

## Sciatori alpini(2)
- Carl Jonsson, sciatore alpino svedese (n. 2000)
- Niklas Lindqvist, ex sciatore alpino svedese (Stoccolma, n. 1964)

## Scrittori(26)
- Jussi Adler-Olsen, scrittore danese (Copenaghen, n. 1950)
- Carl Jonas Love Almquist, scrittore svedese (Stoccolma, n. 1793 - Brema, † 1866)
- Achim von Arnim, scrittore tedesco (Berlino, n. 1781 - castello di Wiepersdorf, † 1831)
- Carl Bagger, scrittore danese (Copenaghen, n. 1807 - Odense, † 1846)
- Emil Boyson, scrittore, poeta e traduttore norvegese (Bergen, n. 1897 - Oslo, † 1979)
- Edvard Brandes, scrittore, politico e giornalista danese (Copenaghen, n. 1847 - Copenaghen, † 1931)
- Carl von Gersdorff, scrittore e nobile tedesco (n. 1844 - † 1904)
- Carl Hauptmann, scrittore tedesco (Obersalzbrunn, n. 1858 - Schreiberhau, † 1921)
- Carl Gustaf Verner von Heidenstam, scrittore e poeta svedese (Olshammar, n. 1859 - Övralid, † 1940)
- Carl Honorè, scrittore e giornalista canadese
- Carl Robert Jakobson, scrittore, politico e giornalista estone (Tartu, n. 1841 - San Pietroburgo, † 1882)
- Wilhelm Jordan, scrittore tedesco (Insterburg, n. 1819 - Francoforte sul Meno, † 1904)
- Carl Arnold Kortum, scrittore tedesco (Mülheim an der Ruhr, n. 1745 - Bochum, † 1824)
- Kurd Laßwitz, scrittore, scienziato e filosofo tedesco (Breslavia, n. 1848 - Gotha, † 1910)
- Sven Lidman, scrittore e poeta svedese (Karlskrona, n. 1882 - Stoccolma, † 1960)
- Carl Ploug, scrittore danese (Kolding, n. 1813 - Copenaghen, † 1894)
- Carl Seelig, scrittore e mecenate svizzero (Zurigo, n. 1894 - Zurigo, † 1962)
- Carl Erik Martin Soya, scrittore e drammaturgo danese (Copenaghen, n. 1896 - Rudkøbing, † 1983)
- Carl Vilhelm August Strandberg, scrittore svedese (Stigtomta, n. 1818 - Stoccolma, † 1877)
- Carl Frode Tiller, scrittore, storico e musicista norvegese (Namsos, n. 1970)
- Carl Wolmar Jakob von Uexküll, scrittore, politico e filantropo svedese (Uppsala, n. 1944)
- Carl Van Doren, scrittore e critico letterario statunitense (Hope, n. 1885 - Torrington, † 1950)
- Carl Van Vechten, scrittore e fotografo statunitense (Cedar Rapids, n. 1880 - New York, † 1964)
- Carl Weitbrecht, scrittore e storico della letteratura tedesco (Neuhengstett, n. 1847 - Stoccarda, † 1904)
- Carl Zimmer, scrittore e divulgatore scientifico statunitense (n. 1966)
- Carl Zuckmayer, scrittore, drammaturgo e sceneggiatore tedesco (Nackenheim, n. 1896 - Visp, † 1977)

## Scultori(4)
- Carl Aarsleff, scultore danese (Nyborg, n. 1852 - Copenaghen, † 1918)
- Carl Milles, scultore svedese (Lagga, n. 1875 - Lidingö, † 1955)
- Carl Seffner, scultore tedesco (Lipsia, n. 1861 - Lipsia, † 1932)
- Albert Wolff, scultore tedesco (Neustrelitz, n. 1814 - Berlino, † 1892)

## Sindacalisti(1)
- Carl Legien, sindacalista e politico tedesco (Marienburg, n. 1861 - Berlino, † 1920)

## Statistici(1)
- Carl von Czoernig-Czernhausen, statistico e storico austriaco (Černousy, n. 1804 - Gorizia, † 1889)

## Storici(6)
- Carl Lotus Becker, storico statunitense (Waterloo, n. 1873 - Ithaca, † 1945)
- Carl Frederik Bricka, storico e archivista danese (Copenaghen, n. 1845 - Copenaghen, † 1903)
- Konrad Burdach, storico tedesco (Königsberg, n. 1859 - Berlino, † 1936)
- Carl Paul Caspari, storico, saggista e docente norvegese (Dessau, n. 1814 - Christiania, † 1892)
- Carl Christian Rafn, storico, traduttore e antiquario danese (Brahesborg, n. 1795 - Copenaghen, † 1864)
- Carl von Noorden, storico tedesco (Bonn, n. 1833 - Lipsia, † 1883)

## Storici dell'arte(3)
- Carl Einstein, storico dell'arte, scrittore e critico d'arte tedesco (Neuwied, n. 1885 - Pau, † 1940)
- Carl Gustaf Estlander, storico dell'arte e scrittore finlandese (Distretto di Vaasa, n. 1834 - Helsinki, † 1910)
- Carl Justi, storico dell'arte tedesco (Marburgo, n. 1832 - Bonn, † 1912)

## Tastieristi(1)
- Carl Craig, tastierista, disc-jockey e produttore discografico statunitense (Detroit, n. 1969)

## Tennisti(2)
- Carl Limberger, ex tennista australiano (Wagga Wagga, n. 1964)
- Gunnar Setterwall, tennista svedese (Stoccolma, n. 1881 - Stoccolma, † 1928)

## Teologi(1)
- Carl Friedrich Kotschy, teologo e botanico austriaco (Cieszyn, n. 1789 - Ustroń, † 1856)

## Tiratori a segno(2)
- Hugo Johansson, tiratore a segno svedese (Stoccolma, n. 1887 - Stoccolma, † 1977)
- Carl Osburn, tiratore a segno e ufficiale statunitense (Jacksontown, n. 1884 - St. Helena, † 1966)

## Tiratori a volo(1)
- Bengt Lagercrantz, tiratore a volo svedese (Djursholm, n. 1887 - Djursholm, † 1924)

## Tiratori di fune(3)
- Carl Jonsson, tiratore di fune svedese (Ryd, n. 1885 - Ryd, † 1966)
- Herbert Lindström, tiratore di fune svedese (Harö, n. 1886 - Harö, † 1951)
- Carl Svensson, tiratore di fune e sollevatore svedese (Stoccolma, n. 1879 - Sundbyberg, † 1956)

## Trombettisti(1)
- Doc Severinsen, trombettista e direttore d'orchestra statunitense (Arlington, n. 1927)

## Trombonisti(1)
- Carl Fontana, trombonista statunitense (Monroe, n. 1928 - Las Vegas, † 2003)

## Velisti(1)
- Carl Hellström, velista svedese (n. 1864 - † 1962)

## Velocisti(3)
- Carl Kaufmann, velocista tedesco (New York, n. 1936 - Karlsruhe, † 2008)
- Carl Oliver, ex velocista bahamense (Andros, n. 1969)
- Gustaf Wejnarth, velocista svedese (Eskilstuna, n. 1902 - Örebro, † 1990)

## Vescovi cattolici(1)
- Carl Allan Kemme, vescovo cattolico statunitense (Effingham, n. 1960)

## Viaggiatori(1)
- Carl Johan Anderson, viaggiatore svedese (Norra Råda, n. 1828 - Africa subsahariana, † 1867)

## Violinisti(2)
- Carl Flesch, violinista ungherese (Moson, n. 1873 - Lucerna, † 1944)
- Carl Gustav Sparre Olsen, violinista e compositore norvegese (Stavanger, n. 1903 - Lillehammer, † 1984)

## Wrestler(2)
- Don Eagle, wrestler e pugile canadese (Kahnawake, n. 1925 - Kahnawake, † 1966)
- Ray Stevens, wrestler statunitense (Point Pleasant, n. 1935 - Fremont, † 1996)

## Zoologi(4)
- Carl Friedrich Claus, zoologo tedesco (Kassel, n. 1835 - † 1899)
- Carl Eduard Adolph Gerstaecker, zoologo e entomologo tedesco (Berlino, n. 1828 - Greifswald, † 1895)
- Alexander Sokolowsky, zoologo tedesco (Amburgo, n. 1866 - Genova, † 1949)
- Carl Jakob Sundevall, zoologo, ornitologo e aracnologo svedese (Högestad, n. 1801 - Stoccolma, † 1875)

## Senza attività specificata(2)
- Carl Haber, ingegnere minerario tedesco (Worbis, n. 1833 - Bonn, † 1914)
- Magnus Sterner, ex snowboarder svedese (Leksand, n. 1979)